# Чемпіонат світу з боксу 1995
Чемпіонат світу з боксу 1995 відбувався 4 — 15 травня 1995 року в місті Берлін у Німеччині.
Україну представляли: Олег Кирюхін, Сергій Ковганко, Андрій Гончар, Ігор Яцков, Орест Сосновка, Сергій Родюков, Сергій Городнічов, Олег Кудинов, Андрій Хамула, Ростислав Зауличний, Володимир Кличко, Віталій Кличко.

## Результати

### Медалісти
| Вагова категорія                   | Золото               | Срібло               | Бронза                             |
| Перша найлегша вага (-48 кг)       | Данієль Петров       | Бернард Іном         | Хамід Берхілі Хуан Рамірес         |
| Найлегша вага (-51 кг)             | Золтан Лунка         | Булат Жумаділов      | Рауль Гонсалес Йоні Турунен        |
| Легша вага (-54 кг)                | Раїмкуль Малахбеков  | Роберт Ціба          | Дірк Крюгер Артур Мікаелян         |
| Напівлегка вага (-57 кг)           | Серафім Тодоров      | Нуреддін Меджихуд    | Відас Бичулайтіс Фальк Густе       |
| Легка вага (-60 кг)                | Леонард Дорофтей     | Бруно Вартель        | Пабло Рохас Марко Рудольф          |
| Перша напівсередня вага (-63.5 кг) | Ектор Вінент         | Нурхан Сулейман-огли | Радослав Суслеков Октай Уркал      |
| Напівсередня вага (-67 кг)         | Хуан Ернандес Сьєрра | Олег Саїтов          | Віталіюс Карпачяускас Андреас Отто |
| Перша середня вага (-71 кг)        | Франциск Ваштаг      | Альфредо Дуверхель   | Маркус Беєр Славіша Попович        |
| Середня вага (-75 кг)              | Аріель Ернандес      | Томаш Боровський     | Мухаммед Месбахі Ділшод Ярбеков    |
| Напівважка вага (-81 кг)           | Антоніо Тарвер       | Дихосвані Вега       | Василь Жиров Томас Ульріх          |
| Важка вага (-91 кг)                | Фелікс Савон         | Луан Краснікі        | Крістоф Менді Сінан Шаміль Сам     |
| Надважка вага (+91 кг)             | Олексій Лєзін        | Віталій Кличко       | Ловренс Клей-Бей Рене Монсе        |

### Медальний залік
| Місце | Держава                     |    |    |    | Разом |
| ----- | --------------------------- | -- | -- | -- | ----- |
| 1     | Куба                        | 4  | 2  | 3  | 9     |
| 2     | Росія                       | 2  | 1  | 0  | 3     |
| 3     | Болгарія                    | 2  | 0  | 1  | 3     |
| 4     | Румунія                     | 2  | 0  | 0  | 2     |
| 5     | Німеччина                   | 1  | 1  | 8  | 10    |
| 6     | США                         | 1  | 0  | 1  | 2     |
| 7     | Франція                     | 0  | 2  | 1  | 3     |
| 8     | Польща                      | 0  | 2  | 0  | 2     |
| 9     | Казахстан                   | 0  | 1  | 1  | 2     |
| 9     | Туреччина                   | 0  | 1  | 1  | 2     |
| 11    | Алжир                       | 0  | 1  | 0  | 1     |
| 11    | Україна                     | 0  | 1  | 0  | 1     |
| 13    | Литва                       | 0  | 0  | 2  | 2     |
| 13    | Марокко                     | 0  | 0  | 2  | 2     |
| 15    | Вірменія                    | 0  | 0  | 1  | 1     |
| 15    | Узбекистан                  | 0  | 0  | 1  | 1     |
| 15    | Фінляндія                   | 0  | 0  | 1  | 1     |
| 15    | Союзна Республіка Югославія | 0  | 0  | 1  | 1     |
| Разом | 18 держав                   | 12 | 12 | 24 | 48    |